# Profiel natuur, techniek en gezondheid
Natuur, techniek en gezondheid (NTG) is in Nederland een combinatieprofiel voor het hoger algemeen voortgezet onderwijs en het voorbereidend wetenschappelijk onderwijs die de profielen Natuur & Techniek en Natuur & Gezondheid combineert. Het is een echt wetenschapsprofiel, omdat alle exacte vakken erin zitten. Dit profiel sluit goed aan op richtingen in het hoger beroepsonderwijs die met techniek of gezondheidszorg te maken hebben. Het profiel wordt in weinig hbo-richtingen echter verplicht gesteld. Het profiel is niet op iedere school beschikbaar.

## Vakken
| Gemeenschappelijk deel                 | Gemeenschappelijk deel | Gemeenschappelijk deel | Gemeenschappelijk deel | Gemeenschappelijk deel | Gemeenschappelijk deel | Gemeenschappelijk deel |
| Vak                                    | SLU                    | SLU                    | afkorting              | examinering            | examinering            | opmerkingen |
| Vak                                    | havo                   | vwo                    | afkorting              | SE                     | CE                     | opmerkingen |
| -------------------------------------- | ---------------------- | ---------------------- | ---------------------- | ---------------------- | ---------------------- | --- |
| Nederlandse taal en literatuur         | 400                    | 480                    | netl                   | Ja                     | Ja                     | |
| Engelse taal en literatuur             | 360                    | 400                    | entl                   | Ja                     | Ja                     | |
| moderne vreemde taal                   |                        | 480                    |                        | Ja                     | Ja                     | alleen op het atheneum. |
| Latijnse of Griekse taal en literatuur |                        | 600                    | latl/grtl              | Ja                     | Ja                     | alleen op het gymnasium |
| maatschappijleer                       | 120                    | 120                    | maat                   | Ja                     | Nee                    | |
| lichamelijke opvoeding                 | 120                    | 160                    | lo                     | Ja                     | Nee                    | |
| culturele en kunstzinnige vorming      | 120                    | 160                    | ckv                    | Ja                     | Nee                    | |
| klassieke culturele vorming            |                        | 160                    | kcv                    | Ja                     | Nee                    | alleen op het vwo en in plaats van ckv. Op het gymnasium verplicht. Op het atheneum ter keuze van de leerling, voor zover de school die keuze aanbiedt. |
| algemene natuurwetenschappen           |                        | 120                    | anw                    | Ja                     | Nee                    | alleen op het vwo, sinds 2015 niet meer verplicht |
| profielwerkstuk                        | 80                     | 80                     | (pws)                  | nvt                    | nvt                    | |
| Profielvakken                          |                        |                        |                        |                        |                        | |
| wiskunde B                             | 360                    | 600                    | wisB                   | Ja                     | Ja                     | |
| natuurkunde                            | 400                    | 480                    | nat                    | Ja                     | Ja                     | |
| scheikunde                             | 320                    | 440                    | schk                   | Ja                     | Ja                     | |
| biologie                               | 400                    | 480                    | biol                   | Ja                     | Ja                     | |
| vrij deel                              |                        |                        |                        |                        |                        | |
| keuze-examenvak                        | 320                    | 440                    |                        | Ja                     | Nee                    | [ 2 ] |
| geheel vrij deel                       | 320                    | 480                    |                        | Ja                     | Ja                     | Scholen kunnen hun eigen invulling geven, zie hieronder.                                                                                                |
| godsdienst                             |                        |                        | gds                    | Ja                     | Nee                    | |
| loopbaanoriëntatie en begeleiding      |                        |                        |                        | nvt                    | nvt                    | |
| excursie                               |                        |                        | (exc)                  | nvt                    | nvt                    | |
| leerlingenactiviteiten                 |                        |                        |                        | nvt                    | nvt                    | |
| extra examenvak                        |                        |                        |                        | Ja                     | Ja                     | [ 2 ] |

Natuur en Gezondheid · Natuur en Techniek · Cultuur en Maatschappij · Economie en Maatschappij

Combinatieprofielen: Natuur, Techniek & Gezondheid · Economie, Cultuur & Maatschappij